# هيكتور موني
هيكتور موني (بالإسبانية: Héctor Moni)‏ هو مجدف أرجنتيني، ولد في 7 فبراير 1936 في روساريو في الأرجنتين.

## وصلات خارجية
- هيكتور موني على موقع الاتحاد الدولي للتجديف (الإنجليزية)
- هيكتور موني على موقع اللجنة الأولمبية الدولية (الإنجليزية)
- هيكتور موني على موقع أوليمبيديا (الإنجليزية)